# أشتون شيبرد
أشتون شيبرد (بالإنجليزية: Ashton Shepherd)‏ هي مغنية ومغنية مؤلفة أمريكية، ولدت في 16 أغسطس 1986 في كوفيفيل في الولايات المتحدة.

## وصلات خارجية
- أشتون شيبرد على موقع IMDb (الإنجليزية)
- أشتون شيبرد على موقع ميوزك برينز (الإنجليزية)
- أشتون شيبرد على موقع ديسكوغز (الإنجليزية)